# 岩手県立福岡高等学校浄法寺校
岩手県立福岡高等学校浄法寺校（いわてけんりつ ふくおかこうとうがっこう じょうぼうじこう）とは、岩手県二戸市に存在した県立高等学校。岩手県立福岡高等学校の分校である。
2016年に福岡高等学校(本校)に統合され廃校となった。

## 概要
- 設置学科 全日制課程
  - 普通科

## 沿革
- 1948年（昭和23年） - 岩手県立福岡高等学校浄法寺分校（定時制、夜間）として設置。
- 1964年（昭和39年） - 夜間授業を昼間授業に切り替え。
- 1972年（昭和47年） - 全日制課程設置、定時制課程募集停止。
- 1975年（昭和50年） - 岩手県立浄法寺高等学校として独立。
- 2008年（平成20年） - 岩手県立福岡高等学校浄法寺校へ移行。
- 2016年（平成26年） - 岩手県立福岡高等学校と統合する形で閉校。

## 所在地
- 二戸市浄法寺町霜屋敷4-2

## 主な卒業生
- 栃乃花仁 （大相撲元力士、浄法寺高校卒）